# Ожирен
Ожире́н (фр. Augirein) — коммуна во Франции, находится в регионе Окситания. Департамент коммуны — Арьеж. Входит в состав кантона Кастийон-ан-Кузеран. Округ коммуны — Сен-Жирон.
Код INSEE коммуны — 09027.

## Население
Население коммуны на 2008 год составляло 63 человека.
| 1962 | 1968 | 1975 | 1982 | 1990 | 1999 | 2008 |
| ---- | ---- | ---- | ---- | ---- | ---- | ---- |
| 75   | 92   | 59   | 50   | 73   | 73   | 63   |

## Экономика
В 2007 году среди 38 человек в трудоспособном возрасте (15—64 лет) 24 были экономически активными, 14 — неактивными (показатель активности — 63,2 %, в 1999 году было 54,5 %). Из 24 активных работали 16 человек (8 мужчин и 8 женщин), безработных было 8 (6 мужчин и 2 женщины). Среди 14 неактивных 2 человека были учениками или студентами, 5 — пенсионерами, 7 были неактивными по другим причинам.